# Matt Hughes
Matthew Allen Hughes (Hillsboro, 13 oktober 1973) is een Amerikaans voormalig MMA-vechter. Hij was van november 2001 tot januari 2004 en van oktober 2004 tot november 2006 wereldkampioen weltergewicht (tot 77 kilo) bij de UFC. Zijn stijl bestaat voornamelijk uit worstelen en jiujitsu. Hughes runt ook een boerderij samen met zijn tweelingbroer Mark.
Hughes werd op 2 november 2001 UFC-kampioen in het weltergewicht door titelverdediger Carlos Newton te verslaan. Hij smeet hem in de tweede ronde van hun gevecht zodanig hard op de grond, dat hij direct knock-out ging. Dat was zijn 33ste gevecht in MMA en zijn 30e overwinning. Hughes verdedigde zijn titel daarna door te winnen van achtereenvolgens Hayato Sakurai (technische knock-out, TKO), Newton (TKO), Gil Castillo (TKO), Sean Sherk (unanieme jurybeslissing) en Frank Trigg (submissie). Hij verloor zijn titel op 31 januari 2004 aan B.J. Penn, die hem door middel van een verwurging (rear naked choke) tot submissie dwong. Met vijf aaneenvolgende titelverdedigingen was Hughes tot 30 april 2011 recordhouder in het weltergewicht. Georges St-Pierre verbeterde het record die dag tot zes en kwam uiteindelijk tot negen.
Na het verlies van het UFC-kampioenschap won Hughes de titel in oktober 2004 nog een keer terug door diezelfde St-Pierre te verslaan op basis van submissie (armklem). Hij was daarmee de eerste ooit die van de Canadees won. Ditmaal verdedigde Hughes zijn titel twee keer, tegen opnieuw Trigg (submissie) en in een partij waarin hij revanche nam op Penn (TKO). Hij verloor zijn titel op 18 november 2006 voor de tweede en laatste keer, aan St-Pierre.
Na zijn definitieve onttroning als UFC-kampioen vocht Hughes nog acht partijen. Hiervan verloor hij er vier, één minder dan in zijn voorgaande 46 wedstrijden bij elkaar. Onder anderen St-Pierre en Penn waren hem opnieuw de baas. Hij vocht op 24 september 2011 voor het laatst, waarbij Josh Koscheck hem knock-out sloeg.